# کاگنیس
کاگنیس (انگلیسی: Cognis) شرکت صنایع شیمیایی آلمانی است، که در سال ۱۹۹۹ تأسیس شد و هم‌اکنون زیرمجموعه‌ای از شرکت ب‌آاس‌اف می‌باشد.